# Nessorhinus vulpes
Nessorhinus vulpes är en insektsart som beskrevs av Charles Jean-Baptiste Amyot och Jean Guillaume Audinet Serville. Nessorhinus vulpes ingår i släktet Nessorhinus och familjen hornstritar. Inga underarter finns listade i Catalogue of Life.